# Scottish Brides
Scottish Brides è un'antologia di racconti romantici storici pubblicata nel 1999, che raccoglie quattro novelle ambientate in Scozia, scritte da Julia Quinn, Christina Dodd, Stephanie Laurens e Karen Ranney.

## Trama

### Under the Kilt (Christina Dodd)
Hadden Fairchild, un inglese affascinante e determinato, si reca nelle Highlands scozzesi per riconquistare Lady Andra MacNachtan, la donna che ha sempre amato. Andra, però, è impegnata a gestire il castello in rovina del suo clan e, a causa di ferite del passato, è riluttante a sposarsi. Hadden, deciso a non arrendersi, la coinvolge nella ricerca del leggendario "Marriage Kilt", sperando che questa avventura possa riaccendere la passione tra loro e convincerla a dargli una seconda possibilità.

### Rose in Bloom (Stephanie Laurens)
Dopo dodici anni di separazione, Rose Mackenzie-Craddock e Duncan Macintyre si ritrovano nella tenuta scozzese di Ballynashiels per celebrare il solstizio d'estate. Entrambi accompagnati da potenziali sposi, scoprono che l'antica rivalità dell'infanzia ha lasciato spazio a sentimenti più profondi. Mentre si confrontano con le aspettative sociali e i propri sentimenti, Rose e Duncan si rendono conto che il vero amore potrebbe trovarsi proprio davanti a loro.

### Gretna Greene (Julia Quinn)
Margaret Pennypacker parte dall'Inghilterra per impedire al fratello di sposarsi a Gretna Green, mentre Angus Greene viaggia dalla Scozia per fermare la sorella diretta a Londra. I due si incontrano al confine tra i due paesi e, in seguito a una serie di eventi imprevisti, si ritrovano a fingere di essere sposati. Durante questa farsa, tra litigi e complicità, nasce un sentimento autentico che li porterà a riconsiderare le loro priorità e a scoprire l'amore inaspettato.

### The Glenlyon Bride (Karen Ranney)
Lachlan Sinclair, laird dei Sinclair, accetta con riluttanza di sposare una ricca inglese per salvare il suo clan dalla rovina. Durante una visita segreta alla futura sposa, incontra Janet MacPherson, la dama di compagnia, e la scambia per la promessa sposa. Janet, a sua volta, crede che Lachlan sia un semplice servitore. Tra malintesi e avventure, i due si innamorano, ma la verità minaccia di separarli. Solo affrontando le proprie paure e superando le convenzioni sociali potranno sperare in un futuro insieme.

## Edizioni
- Christina Dodd, Stephanie Laurens, Julia Quinn e Karen Ranney, Scottish Brides, Avon Books, 1999, ISBN 9780380804511.